# Got to Give It Up
Singles de Marvin Gaye
Since I Had You
(1976) Pops, We Love You (A Tribute to Father)
(1978)
Got to Give It Up (ou Got to Give It Up, Pt. 1) est un single de 1977 du chanteur américain Marvin Gaye. Écrite par le chanteur et produite par Art Stewart, la chanson provient de l'album live Live at the London Palladium, bien qu'elle ait été enregistrée en studio à Los Angeles. C'est le dernier titre de Marvin Gaye qui lui permet de décrocher la première place du Billboard Hot 100.

## Histoire
En octobre 1976, malgré sa phobie de l'avion, le chanteur américain, Marvin Gaye, accepte de se produire en concert à Londres au Royal Albert Hall et au London Palladium. Les spectacles du London Palladium sont enregistrés pour sortir un double album mais lors de la production, Marvin Gaye réalise qu'il manque des chansons pour remplir toutes les faces des deux 33 tours. Il décide donc d'enregistrer d'autres titres en studio pour compléter son double album. 
Depuis quelque temps, Marvin Gaye a un air qui trotte dans sa tête et qu'il trouve très dansant. Dans un premier temps, la chanson s'intitule Dancing Lady. Influencé par le tube de Johnnie Taylor, Disco Lady, Marvin Gaye envisage son titre comme une réponse à cette chanson. Afin d'obtenir un son disco, il fait appel à un producteur et ingénieur du son de la Motown, Art Stewart, pour superviser la production de la chanson. 
En décembre 1976, avec l'aide de plusieurs amis musiciens et membres de sa famille, Marvin Gaye enregistre la chanson, rebaptisée Got to Give It Up, dans son studio de Los Angeles. Il remet une première version de 11 min 48 s à Art Stewart et lui demande de la retravailler pour en faire un single. Après un mixage de plusieurs mois, la chanson sort en mars 1977 et grimpe jusqu'à la première place du classement américain des meilleures ventes de 45 tours le 25 juin 1977.

## Reprises
La chanson a été reprise par Zhané en 1999 et Aaliyah en 1997. Elle inspire largement la chanson Blurred Lines de Robin Thicke.

## Utilisations
La chanson est présente dans les films : Menace II Society (1993), Boogie Nights (1997), Summer of Sam (1999), Charlie et ses drôles de dames (2000), Barbershop (2002), This Christmas (2007), Mange, prie, aime (2010), et Paul (2011).